# 劉子翊
劉子翊（549年—618年），彭城郡彭城縣的叢亭里（今江苏省徐州市）人，北齊、北周、隋朝官僚、軍人，北齊徐州司馬劉徧之子。

## 本传记载
劉子翊从小好学，懂得讲解文章，性格剛直，有担任官吏的才能。仕北齐为殿中将军。隋朝開皇初年，担任南和县丞，转任秦州司法参軍事。598年（開皇十八年），入朝任吏部考功，尚書右僕射楊素見到他，提拔他为侍御史。当时永寧县令李公孝四岁失去母亲，九岁过继出去，后来他的父亲又娶继母。继母去世。劉炫认为李公孝的继母没有撫育之恩，认为李公孝不用解任守孝。刘子翊以「继母如母，与母同也」反对，最后朝廷採用刘子翊的意見。
仁寿年間，刘子翊担任新丰县令，有能名。607年（大業三年），任大理正。被擢升为治書侍御史，朝廷有难以决断的議論，刘子翊的分析常常出人意表。
跟随隋煬帝出巡江都。当时，天下混乱，煬帝还不醒悟，刘子翊极力劝諫。违逆煬帝的心意，刘子翊改任丹陽留守。派遣他監督長江上流運输，被反隋军队吴棊子俘虏。刘子翊説服吴棊子投降官军。刘子翊渡長江招降其他反隋軍队。这时，煬帝被宇文化及殺害，反隋軍队告知刘子翊。刘子翊不信，斬杀传话的人。反隋軍队请刘子翊当首領，刘子翊不从。反隋軍队把刘子翊抓起来，让他到臨川城下，告诉城中的人煬帝已死。刘子翊按相反的意思说，于是被殺害。享年七十岁。

## 林士弘传记载
根据《旧唐書》林士弘传、《新唐書》林士弘传，与《隋書》、《北史》记载的刘子翊晩年事迹不同。
615年（大業十一年），鄱陽郡鄱陽县操師乞反隋起兵，自称元興王。616年（大業十二年），操師乞攻陷、占据豫章郡，以同乡林士弘为大将軍。隋朝治書侍御史劉子翊率軍討伐，操師乞中矢战死。林士弘代他为統率，刘子翊在彭蠡湖与林士弘交战，隋軍大败，刘子翊战死。